# Puerto de Tanapag
Tanapag o el Puerto de Tanapag (en inglés: Tanapag Harbor) es el puerto principal de la isla de Saipán, parte de las Islas Marianas del Norte. Está situado en el lado occidental de la isla, y separado del mar de Filipinas por una barrera de coral, que se encuentra a unos 3 km (2 millas) de la costa. Este arrecife se forma en la laguna de Saipán.
Durante la Segunda Guerra Mundial el puerto fue ocupado y utilizado por Japón y más tarde por los Estados Unidos. Después de la guerra las instalaciones portuarias se han ampliado considerablemente para proporcionar apoyo a la Marina de los EE. UU..
Este puerto también se llama Puetton Tanapag, o el puerto interior.